# 新哈特福德 (紐約州村)
新哈特福德（英語：New Hartford）是位於美國紐約州奧奈達縣的村。

## 人口
根據2020年美國人口普查的數據，新哈特福德的面積為1.60平方千米，皆為陸地。當地共有人口1859人，而人口密度為每平方千米1,162人。